# Det sydafrikanske kommunistparti
Det sydafrikanske kommunistparti (SACP) er et politisk parti i Sydafrika. Det blev grundlagt i 1921 under navnet Communist Party of South Africa ved fusionen af International Socialist League og andre under ledelse af Willam H. Andrews.
Under apartheid blev SACP forbudt i 1950, også andre partier som den sydafrikanske regering fandt kommunistiske blev forbudt. Medlemskab kunne straffes med op til ti års fængsel.
SACP er partner i den regerende trepartikoalitionen, der ydermere består af African National Congress og Congress of South African Trade Unions (COSATU).
| Politisk parti | Spire Denne artikel om et politisk parti eller gruppe er en spire som bør udbygges. Du er velkommen til at hjælpe Wikipedia ved at udvide den. |